# Munro (Film)
Munro ist ein tschechoslowakisch-US-amerikanischer animierter Kurzfilm von Gene Deitch aus dem Jahr 1961.

## Handlung
Munro ist ein kleiner, vierjähriger Junge, der sich nie sein Gesicht wäscht und auch nicht essen oder spielen will. Eines Tages wird er in die U.S. Army eingezogen. Da alle Verantwortlichen viel zu sehr in ihrer Routine stecken oder mit prominenten Eingezogenen posieren, wird Munro tatsächlich für geeignet befunden und beginnt seine Ausbildung zum Soldat. Hin und wieder versucht er, auf sein geringes Alter aufmerksam zu machen, doch wird ihm vorgeworfen, sich sein Alter nur einzubilden oder ein Simulant zu sein, da Vierjährige nicht eingezogen werden.
Munro glaubt mit der Zeit selbst, erwachsen zu sein. Er will nun ein genauso guter Soldat wie alle anderen werden. Als neue Männer zur Army kommen, um ausgebildet zu werden, zeigt der Sergeant auf ihn: Wie er sollen die Neuankömmlinge werden, schließlich werden bei der Army Männer von Memmen getrennt. Munro beginnt zu weinen. Der Sergeant und alle anderen hinzugelaufenen Offiziellen weisen ihn an, aufzuhören, da er ein Mann und kein Kind sei. Erst mit der Zeit wird ihnen klar, dass Munro tatsächlich ein Kind ist. Er wird ehrenvoll entlassen. Ihm zu Ehren wird in seiner Heimatstadt ein großer Empfang gegeben. Er gilt als Held. Wenn er sich jedoch zukünftig weigert, sich das Gesicht zu waschen oder zu essen, zeigt ihm seine Mutter nur einen Helm der Army und Munro wird der folgsamste und bravste Junge der Welt.

## Produktion
Munro kam im September 1960 als Teil der Rembrandt-Trickfilmserie Noveltoons in die Kinos. Munro ist die Verfilmung einer Geschichte aus Passionella and Other Stories von Drehbuchautor Jules Feiffer, der darin seine eigene Zeit in der Army verarbeitete.

## Synchronisation
| Rolle                                 | Originalsprecher |
| ------------------------------------- | ---------------- |
| Erzähler, Sergeant, General, Soldaten | Howard Morris    |
| Munro                                 | Seth Deitch      |
| Mädchen, Munros Mutter                | Marie Deitch     |
| Soldaten                              | Jules Feiffer    |

## Auszeichnungen
Munro gewann 1961 den Oscar in der Kategorie „Bester animierter Kurzfilm“.